# Западна провинция (Шри Ланка)
Западна провинция е една от 9-те провинции на Шри Ланка. Населението ѝ е 5 835 852 жители (2011), което я прави най-населената провинция в страната. Площта ѝ е 3709 km2. Намира се в часова зона UTC+05:30. Официални езици са синхалски и тамилски.